# Paulo Jr.
Paulo Xisto Pinto, Jr., conocido como Paulo Jr. (Belo Horizonte, 30 de abril de 1969), es un músico brasileño, bajista de la banda de metal brasileña Sepultura.  Ha estado presente en la banda desde 1985 y es, a consecuencia, el miembro restante más largo de Sepultura. Recibió su primer bajo, de la marca Giannini, cuando tenía quince años. Sus influencias incluyen a Steve Harris, Geddy Lee, Geezer Butler y Gene Simmons.

## Carrera

### Sepultura
Artículo principal Sepultura.
En 1984 Xisto conoció a los hermanos Cavalera en el barrio de Santa Teresa, en Belo Horizonte, a través de un amigo común. En 1985 se unió a Sepultura después de la salida tumultuosa del bajista anterior de la banda, Roberto Raffan. Xisto toco su primer concierto en el Club Ideal en Santa Teresa.

### The Unabomber Files
En 2009 Xisto formó la banda The Unabomber Files con Alan Wallace y André Márcio de Eminence y Vladimir Korg de Chakal.  En 2013 el grupo lanzó un EP con seis canciones y un teaser para el video musical de la canción "Buried In My Bunker".

### Trabajo con otras bandas
En 2007 Xisto tocó el bajo en el segundo álbum de Sayowa y en 2013 en el cuarto álbum de Eminence "The Stalker".,,

## Vida personal
Xisto creció con 3 hermanos, dos hermanos y una hermana menor. Su padre era un abogado. En una entrevista Xisto elogió a sus padres por el apoyo a la banda en sus primeros años.  

"El apoyo de los padres fue una de las claves de nuestro éxito. Tuvimos una habitación vacía y mis padres no sólo prestaron el espacio, sino también el coche para llevar el equipo (de música) y nos dieron el almuerzo para todo el mundo cuando estábamos ensayando."

 Sus pasatiempos incluyen el Jiu Jitsu y el fútbol. Él es un ferviente partidario del club de fútbol Clube Atlético Mineiro.

### Obra de caridad
Desde 1999, Xisto ha organizado una serie de juegos anuales de caridad de fútbol entre exjugadores brasileños, artistas de televisión, músicos y los miembros de la banda. Los juegos se llevaron a cabo en el  Estádio Municipal Castor en Belo Horizonte. Se pidió a los asistentes llevar un kilo de alimentos para donar y las donaciones recogidas fueron entregadas a organizaciones benéficas locales.
En abril de 2008 Xisto fue condecorado con la Medalha da Inconfidência. Esta condecoración fue creada en 1952 por el presidente Juscelino Kubitschek para rendir homenaje a las personas que contribuyeron al desarrollo del estado de Minas Gerais y el país. La solemnidad tuvo lugar en Ouro Preto en el anfitrión del entonces Gobernador de Minas Gerais, Aécio Neves.

## Equipo de música

### Bajos
- Zon Legacy 5 cuerdas y Sonus 5 cuerdas
- Fender 5 cuerdas custom Shop

### Amplificadores y Gabinetes
- Mesa Boogie Triaxis modificado por el bajo
- Meteoro 1600
- SansAmp RB-1
- SWR
- Rocktron intellifects
- Meteoro MPX bass drive & direct
- Crown 2400
- Ampeg 8 x 10"
- Meteoro 8 x 10"
- Megoliath 8 x 10"

### Pedales de efectos y Accesorios
- Cry Baby Bass wah
- DOD
- Cuerdas Fender y DR (050-130 y 045-125)
- Cables Fender y Tecniforte

## Discografía
Sepultura
- 1985 - Bestial Devastation
- 1986 - Morbid Visions
- 1987 - Schizophrenia
- 1989 - Beneath the Remains
- 1991 - Arise
- 1993 - Chaos A.D.
- 1996 - Roots
- 1998 - Against
- 2001 - Nation
- 2002 - Revolusongs
- 2003 - Roorback
- 2006 - Dante XXI
- 2009 - A-Lex
- 2011 - Kairos
- 2013 - The Mediator Between Head and Hands Must Be the Heart
- 2020 - Quadra

Eminence
- 2013 - The Stalker